# 금인칙서

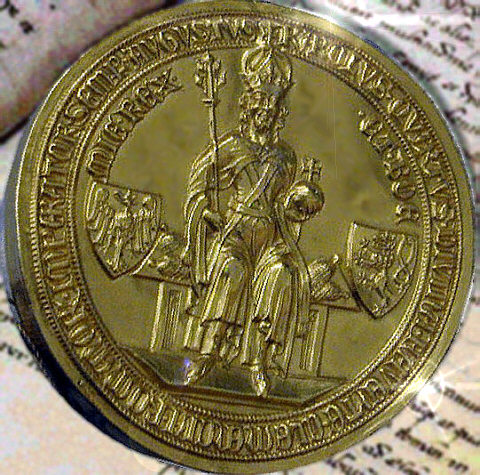
1356년 금인칙서에 인쇄된 신성 로마 제국의 카를 4세 황제의 인장

금인칙서(金印勅書, 라틴어: Bulla aurea)는 중세, 르네상스 시대의 유럽에서 군주가 수여한 문서이다. 금인헌장(金印憲章), 황금문서(黃金文書)라고 부르기도 한다. 금인칙서는 문서에 인쇄된 군주의 인장이 금색이었기 때문에 유래된 이름이다.
비잔티움 제국에서 처음 시작되었으며 신성 로마 제국을 포함한 유럽의 여러 군주제 국가로 확산되었다. 대표적인 금인칙서로는 1356년 신성 로마 제국의 카를 4세 황제에 의해 제정된 1356년 금인칙서가 있다.

## 같이 보기
- 교황 칙서